# Zatypota
Zatypota är ett släkte av steklar som beskrevs av Förster 1869. Zatypota ingår i familjen brokparasitsteklar.

## Dottertaxa tillZatypota, i alfabetisk ordning[1][2]
- Zatypota albicoxa
- Zatypota alborhombarta
- Zatypota anomala
- Zatypota arizonica
- Zatypota bayamensis
- Zatypota bingili
- Zatypota bohemani
- Zatypota capicola
- Zatypota celer
- Zatypota cingulata
- Zatypota crassipes
- Zatypota dandiensis
- Zatypota dichroa
- Zatypota discolor
- Zatypota exilis
- Zatypota favosa
- Zatypota fonsecai
- Zatypota gracilipes
- Zatypota gracilis
- Zatypota inexpectata
- Zatypota kauros
- Zatypota luteipes
- Zatypota medranoi
- Zatypota mongolica
- Zatypota morsei
- Zatypota pallipes
- Zatypota patellata
- Zatypota percontatoria
- Zatypota petronae
- Zatypota phraxos
- Zatypota picticollis
- Zatypota prima
- Zatypota rennefer
- Zatypota riverai
- Zatypota solanoi
- Zatypota stellata
- Zatypota talamancae
- Zatypota walleyi
- Zatypota velata